# Paul Greengard
Paul Greengard, född 11 december 1925 i New York, död 13 april 2019 på Manhattan i New York, var en amerikansk biolog. Han tilldelades år 2000 Nobelpriset i fysiologi eller medicin, för sina "upptäckter rörande signalsubstanser i nervsystemet". Han delade priset med landsmannen Eric R. Kandel och svensken Arvid Carlsson.
Signalerna från en nervcell till en annan överförs med hjälp av olika signalsubstanser. Signalöverföringen sker i speciella kontaktpunkter, synapser. En enda nervcell kan ha tusentals kontaktpunkter med andra nervceller. Arvid Carlsson upptäckte att dopamin är en sådan signalsubstans i hjärnan och att dopamin har stor betydelse för kontroll av våra rörelser. Hans forskningsrön ledde i sin tur till insikten att Parkinsons sjukdom orsakas av dopaminbrist i vissa delar av hjärnan och till att man kunde få fram ett effektivt läkemedel (L-dopa) mot denna sjukdom.
Paul Greengard upptäckte hur dopamin och en rad andra signalsubstanser utövar sina effekter i nervsystemet. Signalsubstanserna påverkar först en receptor på cellens yta. Det utlöser en kaskad av reaktioner som påverkar vissa "nyckelproteiner" som i sin tur reglerar olika funktioner i cellen. Proteinernas form och funktion förändras genom att fosfatgrupper tillförs (fosforylering) eller tas bort (defosforylering). Genom denna mekanism kan signalsubstanser överföra sina budskap mellan nervceller. 
Eric Kandel upptäckte sedan hur synapsernas effektivitet kan förändras och med vilka molekylära mekanismer detta sker. Han visade att synapsernas funktion är central för inlärning och minne. För uppkomsten av en form av korttidsminne spelar proteinfosforylering i synapsen en viktig roll. För att ett långtidsminne ska uppstå krävs dessutom nybildning av proteiner som bland annat leder till att synapsens form och funktion förändras.
Greengard blev 1987 utländsk ledamot av Kungliga Vetenskapsakademien.